# Fusaiola de Valls
La fusaiola de Valls o tortera del Vilar és una fusaiola o tortera de ceràmica ibèrica, d'entre el segle iv aC i principis del segle ii aC, que fou recollida per un particular en el transcurs d'unes obres realitzades en la zona del jaciment del Vilar (Valls). Té una inscripció en dues línies, possiblement una dedicatòria. Va ser publicada per primer cop per Mª Ester Fabra i Samuel Burguete (1986). Actualment es conserva en una col·lecció particular.
Les torteres s'inserien a l'extrem inferior dels fusos per afavorir el moviment de rotació i augmentar la tensió de les fibres amb l'objectiu d'aconseguir fils més uniformes i resistents en el procés de filar. Tant les fonts clàssiques gregues i llatines, com la iconografia present en vasos grecs i els paral·lels etnogràfics coincideixen que l'activitat de filar era exclusivament femenina.

## L'objecte
La tortera, que està partida en dos fragments, té forma bitroncocònica amb un diàmetre màxim de 4 cm i una altura de 2,6 cm.
La seva cronologia no ha pogut ser establerta amb precisió, atès que va aparèixer fora de context, tot i que els materials del jaciment delimiten un període comprès entre el segle iv aC i principis del segle ii aC.

## La inscripció
La inscripció consta de dues línies, la primera consta de 22 signes i ocupa tota la circumferència del con superior, mentre que la segona consta de 6 signes just sota de la primera. Hi ha també un possible signe aïllat a l'alçada de la segona línia, però en l'extrem oposat, que s'ha interpretat com una correcció per inserció en la primera fila.
La lectura epigràfica establerta per Ferrer és:
| p3 · i102 · ŕ5 · e1 · ke2 · ś1 · ta1 · n102 · a3 · ta1 · ŕ5 · ś1 · u4 · e1 · ki1 · a3 · r101 · s6 · i102 · n102 · e1 · ku2 · n102 |
| ḿ402 · ba1 · i102 · ba1 · i102 · ba1 · r6                                                                                         |

Les transcripcions publicades són les següents:
- uśtanataŕśuekiaŕsinekunsiŕ/ libaibaŕ (Panosa i Domingo 1993, 215)
- · iŕekeśta(ḿ)nataŕśuegiarsinekun / baibaibar (Ferrer i Jané 2008, 258)
- ·iŕe·keśtaḿn·ataŕśu·egiar·sinekun / baibaibar (Moncunill 2017)

### Interpretació
Per Panosa i Untermann es tractaria d'una inscripció de dedicatòria. En particular per Untermann (1995, 216), la paraula ekiar/egiar admetria en els contexts on apareix una interpretació de l'estil "és obra de", "va fabricar" o "va fer", mentre que uśtanataŕ i sinekunsiŕ serien antropònims i el morf śu indicaria qui seria el receptor i qui l'autor de la dedicatòria.
Moncunill (2017) identifica keśtaḿn com a nom comú, variant de kaśtaun, que denomina l'objecte o figuradament la seva funció. També identifica dos noms propis: ataŕśu i sinekun. Per l'estructura de la frase la interpretació seria aproximadament: «aquesta fusaiola ha estat feta per Atarsu per a Sinekun».
El significat de la segona línia és desconegut. El signe ba també s'usa com a unitat I i en aquest cas seria una marca metrològica: 1i 1i 1r.